# Paulo Díaz
Paulo César Díaz Huincales (Santiago del Cile, 25 agosto 1994) è un calciatore cileno, difensore del River Plate.

## Statistiche

### Presenze e reti nei club
Statistiche aggiornate al 14 agosto 2025.
| Stagione           | Squadra            | Campionato         | Campionato | Campionato | Coppe nazionali | Coppe nazionali | Coppe nazionali | Coppe continentali | Coppe continentali | Coppe continentali | Altre coppe | Altre coppe | Altre coppe | Totale | Totale |
| Stagione           | Squadra            | Comp               | Pres       | Reti       | Comp            | Pres            | Reti            | Comp               | Pres               | Reti               | Comp        | Pres        | Reti        | Pres   | Reti   |
| ------------------ | ------------------ | ------------------ | ---------- | ---------- | --------------- | --------------- | --------------- | ------------------ | ------------------ | ------------------ | ----------- | ----------- | ----------- | ------ | ------ |
| 2013               | Palestino          | PD                 | 3          | 0          | -               | -               | -               | -                  | -                  | -                  | -           | -           | -           | 3      | 0      |
| 2013-2014          | Palestino          | PD                 | 16         | 0          | CC              | 3               | 0               | -                  | -                  | -                  | -           | -           | -           | 19     | 0      |
| 2014-2015          | Palestino          | PD                 | 28         | 6          | CC              | 10              | 1               | CL                 | 7                  | 0                  | -           | -           | -           | 45     | 7      |
| Totale Palestino   | Totale Palestino   | Totale Palestino   | 47         | 6          |                 | 13              | 1               |                    | 7                  | 0                  |             | -           | -           | 67     | 7      |
| 2015-gen. 2016     | Colo-Colo          | PD                 | 1          | 0          | CC              | 4               | 0               | -                  | -                  | -                  | -           | -           | -           | 5      | 0      |
| 2016               | San Lorenzo        | PD                 | 7          | 0          | CA              | 4               | 1               | CL+CS              | 2+3                | 0                  | SA          | 0           | 0           | 16     | 1      |
| 2016-2017          | San Lorenzo        | PD                 | 19         | 3          | CA              | 1               | 0               | CS                 | 8                  | 1                  | -           | -           | -           | 28     | 4      |
| 2017-2018          | San Lorenzo        | PD                 | 21         | 2          | CA              | 1               | 1               | CS                 | 3                  | 0                  | -           | -           | -           | 25     | 3      |
| Totale San Lorenzo | Totale San Lorenzo | Totale San Lorenzo | 47         | 5          |                 | 6               | 2               |                    | 16                 | 1                  |             | 0           | 0           | 69     | 8      |
| 2018-2019          | Al-Ahli            | SPL                | 24         | 0          | CA              | 3               | 0               | ACL                | 6                  | 0                  | -           | -           | -           | 33     | 0      |
| 2019-2020          | River Plate        | PD                 | 10         | 0          | CA+CdL          | 4+5             | 0               | CL                 | 11                 | 2                  | SA          | 1           | 0           | 31     | 2      |
| 2021               | River Plate        | PD                 | 15         | 1          | CdL             | 13              | 0               | CL                 | 7                  | 1                  | TdC         | 1           | 0           | 36     | 2      |
| 2022               | River Plate        | PD                 | 12         | 0          | CA+CdL          | 2+12            | 0+1             | CL                 | 7                  | 0                  | -           | -           | -           | 33     | 1      |
| 2023               | River Plate        | PD                 | 15         | 1          | CA+CdL          | 2+12            | 0+1             | CL                 | 7                  | 0                  | TdC         | 1           | 0           | 37     | 2      |
| 2024               | River Plate        | PD                 | 21         | 2          | CA+CdL          | 1+13            | 0+1             | CL                 | 11                 | 1                  | SA          | 1           | 0           | 47     | 4      |
| 2025               | River Plate        | PD                 | 12+2       | 0+1        | CA              | 1               | 0               | CL                 | 4                  | 1                  | SI+CmC      | 1+2         | 0           | 22     | 1      |
| Totale River Plate | Totale River Plate | Totale River Plate | 85+2       | 4+1        |                 | 65              | 3               |                    | 47                 | 5                  |             | 7           | 0           | 206    | 13     |
| Totale carriera    | Totale carriera    | Totale carriera    | 206        | 16         |                 | 91              | 6               |                    | 76                 | 6                  |             | 7           | 0           | 380    | 28     |

### Cronologia presenze e reti in nazionale
| Cronologia completa delle presenze e delle reti in nazionale ― Cile | Cronologia completa delle presenze e delle reti in nazionale ― Cile | Cronologia completa delle presenze e delle reti in nazionale ― Cile | Cronologia completa delle presenze e delle reti in nazionale ― Cile | Cronologia completa delle presenze e delle reti in nazionale ― Cile | Cronologia completa delle presenze e delle reti in nazionale ― Cile | Cronologia completa delle presenze e delle reti in nazionale ― Cile | Cronologia completa delle presenze e delle reti in nazionale ― Cile |
| Data                                                                | Città                                                               | In casa                                                             | Risultato                                                           | Ospiti                                                              | Competizione                                                        | Reti                                                                | Note                                                                |
| ------------------------------------------------------------------- | ------------------------------------------------------------------- | ------------------------------------------------------------------- | ------------------------------------------------------------------- | ------------------------------------------------------------------- | ------------------------------------------------------------------- | ------------------------------------------------------------------- | ------------------------------------------------------------------- |
| 28-1-2015                                                           | San Fernando                                                        | Cile                                                                | 3 – 2                                                               | Stati Uniti                                                         | Amichevole                                                          | -                                                                   | 79’                                                                 |
| 11-1-2017                                                           | Dalian                                                              | Cile                                                                | 2 – 2                                                               | Croazia                                                             | Amichevole                                                          | -                                                                   |                                                                     |
| 15-1-2017                                                           | Dalian                                                              | Islanda                                                             | 0 – 1                                                               | Cile                                                                | Amichevole                                                          | -                                                                   |                                                                     |
| 29-3-2017                                                           | Santiago del Cile                                                   | Cile                                                                | 3 – 1                                                               | Venezuela                                                           | Qual. Mondiali 2018                                                 | -                                                                   | 89’ 90’                                                             |
| 9-6-2017                                                            | Mosca                                                               | Russia                                                              | 1 – 1                                                               | Cile                                                                | Amichevole                                                          | -                                                                   | 63’                                                                 |
| 13-6-2017                                                           | Cluj-Napoca                                                         | Romania                                                             | 3 – 2                                                               | Cile                                                                | Amichevole                                                          | -                                                                   |                                                                     |
| 22-6-2017                                                           | Kazan'                                                              | Germania                                                            | 1 – 1                                                               | Cile                                                                | Conf. Cup 2017 - 1º turno                                           | -                                                                   | 71’                                                                 |
| 25-6-2017                                                           | Mosca                                                               | Cile                                                                | 1 – 1                                                               | Australia                                                           | Conf. Cup 2017 - 1º turno                                           | -                                                                   |                                                                     |
| 5-9-2017                                                            | La Paz                                                              | Bolivia                                                             | 1 – 0                                                               | Cile                                                                | Qual. Mondiali 2018                                                 | -                                                                   |                                                                     |
| 24-3-2018                                                           | Solna                                                               | Svezia                                                              | 1 – 2                                                               | Cile                                                                | Amichevole                                                          | -                                                                   | 79’                                                                 |
| 27-3-2018                                                           | Aalborg                                                             | Danimarca                                                           | 0 – 0                                                               | Cile                                                                | Amichevole                                                          | -                                                                   | 77’                                                                 |
| 31-5-2018                                                           | Hartberg                                                            | Romania                                                             | 3 – 2                                                               | Cile                                                                | Amichevole                                                          | -                                                                   | 72’                                                                 |
| 4-6-2018                                                            | Graz                                                                | Serbia                                                              | 0 – 1                                                               | Cile                                                                | Amichevole                                                          | -                                                                   | 87’                                                                 |
| 8-6-2018                                                            | Poznań                                                              | Polonia                                                             | 2 – 2                                                               | Cile                                                                | Amichevole                                                          | -                                                                   |                                                                     |
| 11-9-2018                                                           | Suwon                                                               | Corea del Sud                                                       | 0 – 0                                                               | Cile                                                                | Amichevole                                                          | -                                                                   | 66’                                                                 |
| 16-10-2018                                                          | Santiago de Querétaro                                               | Messico                                                             | 0 – 1                                                               | Cile                                                                | Amichevole                                                          | -                                                                   | 71’                                                                 |
| 7-6-2019                                                            | La Serena                                                           | Cile                                                                | 2 – 1                                                               | Haiti                                                               | Amichevole                                                          | -                                                                   | 46’                                                                 |
| 21-6-2019                                                           | Salvador                                                            | Ecuador                                                             | 1 – 2                                                               | Cile                                                                | Coppa America 2019 - 1º turno                                       | -                                                                   | 70’                                                                 |
| 24-6-2019                                                           | Rio de Janeiro                                                      | Cile                                                                | 0 – 1                                                               | Uruguay                                                             | Coppa America 2019 - 1º turno                                       | -                                                                   |                                                                     |
| 6-7-2019                                                            | San Paolo                                                           | Argentina                                                           | 2 – 1                                                               | Cile                                                                | Coppa America 2019 - Finale 3º posto                                | -                                                                   |                                                                     |
| 5-9-2019                                                            | Los Angeles                                                         | Cile                                                                | 0 – 0                                                               | Argentina                                                           | Amichevole                                                          | -                                                                   |                                                                     |
| 10-9-2019                                                           | San Pedro Sula                                                      | Honduras                                                            | 2 – 1                                                               | Cile                                                                | Amichevole                                                          | -                                                                   | Cap. 90’                                                            |
| 12-10-2019                                                          | Alicante                                                            | Colombia                                                            | 0 – 0                                                               | Cile                                                                | Amichevole                                                          | -                                                                   |                                                                     |
| 8-10-2020                                                           | Montevideo                                                          | Uruguay                                                             | 2 – 1                                                               | Cile                                                                | Qual. Mondiali 2022                                                 | -                                                                   |                                                                     |
| 13-10-2020                                                          | Santiago del Cile                                                   | Cile                                                                | 2 – 2                                                               | Colombia                                                            | Qual. Mondiali 2022                                                 | -                                                                   | 80’                                                                 |
| 13-11-2020                                                          | Santiago del Cile                                                   | Cile                                                                | 2 – 0                                                               | Perù                                                                | Qual. Mondiali 2022                                                 | -                                                                   |                                                                     |
| 17-11-2020                                                          | Caracas                                                             | Venezuela                                                           | 2 – 1                                                               | Cile                                                                | Qual. Mondiali 2022                                                 | -                                                                   |                                                                     |
| 2-9-2021                                                            | Santiago del Cile                                                   | Cile                                                                | 0 – 1                                                               | Brasile                                                             | Qual. Mondiali 2022                                                 | -                                                                   | 69’                                                                 |
| 5-9-2021                                                            | Quito                                                               | Ecuador                                                             | 0 – 0                                                               | Cile                                                                | Qual. Mondiali 2022                                                 | -                                                                   |                                                                     |
| 9-9-2021                                                            | Barranquilla                                                        | Colombia                                                            | 3 – 1                                                               | Cile                                                                | Qual. Mondiali 2022                                                 | -                                                                   | 46’                                                                 |
| 10-10-2021                                                          | Santiago del Cile                                                   | Cile                                                                | 2 – 0                                                               | Paraguay                                                            | Qual. Mondiali 2022                                                 | -                                                                   | 44’                                                                 |
| 27-1-2022                                                           | Calama                                                              | Cile                                                                | 1 – 2                                                               | Argentina                                                           | Qual. Mondiali 2022                                                 | -                                                                   | 60’                                                                 |
| 1-2-2022                                                            | La Paz                                                              | Bolivia                                                             | 2 – 3                                                               | Cile                                                                | Qual. Mondiali 2022                                                 | -                                                                   |                                                                     |
| 24-3-2022                                                           | Rio de Janeiro                                                      | Brasile                                                             | 4 – 0                                                               | Cile                                                                | Qual. Mondiali 2022                                                 | -                                                                   | 62’                                                                 |
| 6-6-2022                                                            | Daejeon                                                             | Corea del Sud                                                       | 2 – 0                                                               | Cile                                                                | Amichevole                                                          | -                                                                   | 85’                                                                 |
| 10-6-2022                                                           | Kobe                                                                | Cile                                                                | 0 – 2                                                               | Tunisia                                                             | Amichevole                                                          | -                                                                   |                                                                     |
| 14-6-2022                                                           | Suita                                                               | Cile                                                                | 0 – 0                                                               | Ghana                                                               | Amichevole                                                          | -                                                                   |                                                                     |
| 23-9-2022                                                           | Barcellona                                                          | Marocco                                                             | 2 – 0                                                               | Cile                                                                | Amichevole                                                          | -                                                                   | 53’ 73’                                                             |
| 20-11-2022                                                          | Bratislava                                                          | Slovacchia                                                          | 0 – 0                                                               | Cile                                                                | Amichevole                                                          | -                                                                   |                                                                     |
| 27-3-2023                                                           | Santiago del Cile                                                   | Cile                                                                | 3 – 2                                                               | Paraguay                                                            | Amichevole                                                          | 1                                                                   |                                                                     |
| 12-10-2023                                                          | Santiago del Cile                                                   | Cile                                                                | 2 – 0                                                               | Perù                                                                | Qual. Mondiali 2026                                                 | -                                                                   | 77’                                                                 |
| 17-10-2023                                                          | Maturín                                                             | Venezuela                                                           | 3 – 0                                                               | Cile                                                                | Qual. Mondiali 2026                                                 | -                                                                   |                                                                     |
| 16-11-2023                                                          | Santiago del Cile                                                   | Cile                                                                | 0 – 0                                                               | Paraguay                                                            | Qual. Mondiali 2026                                                 | -                                                                   | 78’                                                                 |
| 21-11-2023                                                          | Quito                                                               | Ecuador                                                             | 1 – 0                                                               | Cile                                                                | Qual. Mondiali 2026                                                 | -                                                                   |                                                                     |
| 22-3-2024                                                           | Parma                                                               | Albania                                                             | 0 – 3                                                               | Cile                                                                | Amichevole                                                          | -                                                                   |                                                                     |
| 26-3-2024                                                           | Marsiglia                                                           | Francia                                                             | 3 – 2                                                               | Cile                                                                | Amichevole                                                          | -                                                                   |                                                                     |
| 21-6-2024                                                           | East Rutherford                                                     | Perù                                                                | 0 – 0                                                               | Cile                                                                | Coppa America 2024 - 1º turno                                       | -                                                                   |                                                                     |
| 25-6-2024                                                           | East Rutherford                                                     | Cile                                                                | 0 – 1                                                               | Argentina                                                           | Coppa America 2024 - 1º turno                                       | -                                                                   |                                                                     |
| 5-9-2024                                                            | Buenos Aires                                                        | Argentina                                                           | 3 – 0                                                               | Cile                                                                | Qual. Mondiali 2026                                                 | -                                                                   | 65’                                                                 |
| 10-9-2024                                                           | Santiago del Cile                                                   | Cile                                                                | 1 – 2                                                               | Bolivia                                                             | Qual. Mondiali 2026                                                 | -                                                                   | 8’                                                                  |
| 15-11-2024                                                          | Lima                                                                | Perù                                                                | 0 – 0                                                               | Cile                                                                | Qual. Mondiali 2026                                                 | -                                                                   |                                                                     |
| 19-11-2024                                                          | Santiago del Cile                                                   | Cile                                                                | 4 – 2                                                               | Venezuela                                                           | Qual. Mondiali 2026                                                 | -                                                                   |                                                                     |
| 20-3-2025                                                           | Asunción                                                            | Paraguay                                                            | 1 – 0                                                               | Cile                                                                | Qual. Mondiali 2026                                                 | -                                                                   |                                                                     |
| 25-3-2025                                                           | Santiago del Cile                                                   | Cile                                                                | 0 – 0                                                               | Ecuador                                                             | Qual. Mondiali 2026                                                 | -                                                                   |                                                                     |
| Totale                                                              |                                                                     | Presenze                                                            | 54                                                                  |                                                                     | Reti                                                                | 1                                                                   |                                                                     |

## Palmarès

### Club

#### Competizioni nazionali
- Campionato cileno: 1

Colo-Colo: 2015-2016 (Apertura)
- Copa Chile: 1

Colo-Colo: 2016
- Copa Argentina: 1

River Plate: 2018-2019
- Supercopa Argentina: 1

River Plate: 2019
- Campionato argentino: 1

River Plate: 2023
- Trofeo de Campeones de la Liga Profesional: 1

River Plate: 2023